# Borda de Portís
La Borda de Portís era una antiga borda del terme municipal de Sarroca de Bellera, del Pallars Jussà, dins de l'antic terme ribagorçà de Benés.
Estava situada al sud-oest del poble de Sentís, al nord del Forcall, en una carena a la dreta del barranc de Prat d'Hort i a l'esquerra del barranc de les Salanques, al vessant meridional del Tossal de Tous.